# Jules Mikhael Al-Jamil
Dom Jules Mikhael Al-Jamil (em siríaco:  ܝܘܠܝܘܣ ܡܝܟܐܝܠ ܓܡܝܠ, em árabe: يوليوس ميخائيل الجميل) (18 de novembro de 1938 – 3 de dezembro de 2012) era o arcebispo titular de Tikrit e bispo auxiliar católico siríaco de Antioquia.

## Vida
Jules Mikhael Al-Jamil nasceu em Bakhdida e juntou-se ao vizinho Mosteiro dos Mártires São Behnam e sua irmã Sarah ainda jovem. Foi ordenado ao sacerdócio em 7 de junho de 1964. Ele serviu em Mosul e trabalhou orientando prisioneiros e com pacientes em hospitais. Em 1976, trabalhou na administração do Instituto Sacerdotal João, o Amado, Departamento de Filosofia e Teologia. Mudou-se para o Líbano em 1977, onde passou vários anos no mosteiro de Charafet, a sede da Igreja Católica Siríaca, como Secretário do Patriarcado Católico Siríaco. Em 1984, fundou o Centro de Pesquisa e Estudos Siríacos.
Foi nomeado em 1 de agosto de 1986 como Bispo Auxiliar de Antioquia e Arcebispo titular de Tagritum. Recbeu a ordenação episcopal em 9 de novembro, pelo Patriarca Ignace Antoine II Hayek, na Catedral da Anunciação de Beirute, assistido por Denys Philippe Beilouné, arcebispo sírio de Alepo, e Denys Raboula Antoine Beylouni, Bispo Auxiliar de Antioquia.
Em 1991, Al-Jamil foi nomeado Presidente do Tribunal de Apelação Católico Siríaco no Líbano e Vigário Patriarcal da Arquidiocese de Beirute. No ano seguinte, membro do Comitê Preparatório do Sínodo para o Líbano. Em 1994 publicou uma revista em Beirute e, em 1998, se tornou editor-chefe da revista do patriarcado. Mudou-se para Itália, em 1996, enviado como representante patriarcal na Santa Sé. Em 1997, o arcebispo foi nomeado presidente do “Clube Cultural Al-Shiraa” e presidente do “Centro de Pesquisa e Estudos Sírios em Roma”; também se tornou Reitor da Igreja de Santa Maria em Campo Marzio. Em 19 de abril de 2002, o Papa João Paulo II o nomeou Visitador Apostólico à comunidade católica siríaca na Europa. Poucos meses antes de sua morte, Bento XVI lhe nomeou membro da Congregação para as Causas dos Santos.
Especializou-se em filosofia e psicologia na França em 1974 e, em 1976, obteve dois títulos de mestre em filosofia com sua tese "O lugar do mal na existência" e um bacharelado em psicologia. Em 1990, obteve o título de doutor com distinção pela Pontifícia Universidade Lateranense, em Roma, pela sua tese “O estatuto pessoal do povo do Livro e a autoridade patriarcal no Estado Islâmico”. Ele escreveu sobre religião, filosofia, psicologia, história e arte em muitas revistas árabes e estrangeiras. Também era uma das poucas pessoas no mundo que falava e escrevia perfeitamente em aramaico. Ele recebeu diversas honrarias e foi acadêmico ordinário da Academia Teutônica “Henrique VI de Hohenstaufen” e um membro nomeado da Ordem Teutónica pouco antes da morte.
O Arcebispo Jules Mikhael Al-Jamil morreu de derrame em Roma em 3 de dezembro de 2012 e foi enterrado em sua cidade natal, no Iraque.